# Falange obliqua

Principio di funzionamento della falange obliqua

In alto: Ordine di battaglia oplitico e avanzata.
In basso: La tattica di Epaminonda a Leuttra: l'ala sinistra rinforzata avanza mentre la destra più debole si ritira o segna il passo. I blocchi in rosso indicano il posizionamento delle truppe di élite nello schieramento.

La falange obliqua (in greco antico: Λοξὴ φάλαγξ?, loxè fàlanx) è una tecnica di combattimento inventata dal generale tebano Epaminonda; fu utilizzata per la prima volta nella battaglia di Leuttra (371 a.C.), in cui i Tebani sconfissero clamorosamente gli Spartani. La falange obliqua era una variante della falange oplitica tradizionale, in cui si attaccava da sinistra la destra dell'avversario.

## Descrizione
Mentre la falange oplitica si dispiegava tradizionalmente su 8-12 ranghi di profondità (in base alle città), già nel 424 a.C. nella battaglia di Delio, durante la guerra del Peloponneso, il comandante tebano Pagonda aveva schierato le sue truppe contro gli Ateniesi e i loro alleati su ben 25 ranghi. Questa disposizione fu presa come spunto da Pelopida, che ne fece la chiave di volta per sconfiggere gli Spartani per la prima volta a Tegira.
Più specificamente, la tattica utilizzata consisteva nell'assottigliare il centro e la destra, al fine di sferrare un attacco massiccio con una profondità di 50 ranghi sulla sinistra (il lato debole nell'ordine di battaglia classico).

## Storia
Nella battaglia di Leuttra, la falange obliqua permise ai Tebani di respingere la destra spartana e di aggirarla. In tal modo gli Spartani, pur avendo messo sotto pressione la destra e il centro tebano che intanto indietreggiava, furono spiazzati e sconfitti.
Un rilevante ruolo psicologico, inoltre, lo giocò il fatto che il re di Sparta Cleombroto I e la sua guardia personale (la cosiddetta agema), posizionati sulla destra, subirono in pieno l'urto dell'ala sinistra tebana, venendone decimati. Il colpo alla leadership e il massacro delle truppe di élite fu fondamentale per questa clamorosa sconfitta, visto che gli Spartani erano considerati imbattibili sul campo.
Epaminonda utilizzò per la seconda volta questa tattica nel 362 a.C., in occasione della battaglia di Mantinea, dove lui stesso morì.